# Frankfurter Kantorei
Die Frankfurter Kantorei wurde 1961 von Kurt Thomas als Nachfolgechor der Kantorei der Dreikönigskirche in Frankfurt am Main gegründet.

## Geschichte
Der Chor ist ausschließlich ein Konzertchor, der eng mit der Frankfurter Musikschule verbunden ist. Er ist spezialisiert auf A cappella- und Orchesterwerke des 16. bis 18. Jahrhunderts sowie des 20. Jahrhunderts, hat aber auch Chorwerke anderer Epochen in seinem Repertoire. Mit rund 70 Sängern hat der Chor die Größe eines Oratorienchors.
Helmuth Rilling, der 1969 Leiter des Chors wurde, setzte mit den Sängern seine Gesamtaufnahme der Bachkantaten um. Neben CD-Einspielungen sind Konzertreisen ins Ausland fester Bestandteil der Chortätigkeit. Dabei verfügt der Chor über ein vielseitiges Repertoire im oratorischen und A-cappella-Bereich. Er wirkt teilweise in Projekten mit zeitgenössischer Musik mit und arbeitete für diese in der Vergangenheit oftmals gemeinsam mit der Frankfurter Hochschule für Musik und Darstellende Kunst oder dem Ensemble Modern.
Der Chor stand zudem mit weiteren renommierten Dirigenten auf der Bühne, so unter anderem mit Eliahu Inbal, Riccardo Chailly, Gary Bertini, Michael Gielen, Nikolaus Harnoncourt, Lorin Maazel, James Conlon und John Adams. Der Damenchor der Frankfurter Kantorei nahm an einer CD-Produktion von Alexander von Zemlinskys Oper Der Zwerg unter der Leitung von James Conlon, Chefdirigent der Pariser Oper und des Kölner Gürzenich-Orchester, teil. Diese Aufnahme wurde 1996 von EMI Classics veröffentlicht und mit mehreren internationalen Preisen ausgezeichnet.
Zu den Projekten des Chores gehörte die Aufführung der Storm Clouds Cantata von Arthur Benjamin aus dem Film Der Mann, der zuviel wusste von Alfred Hitchcock, bei der live und synchron zur Filmvorführung die Musik eingespielt wurde.
Bisherige Chorleiter
- 1961–1969: Kurt Thomas[4]
- 1969–1982: Helmuth Rilling[5]
- 1982–1997: Wolfgang Schäfer[6]
- seit 1997: Winfried Toll[7]

## Auftritte (Auswahl)
Der Chor unternahm unter anderem Konzertreisen nach Finnland, Frankreich, Italien, Japan, Kanada, Österreich, Russland, Südafrika, die Türkei und in die USA.
- April 1979: Auftritt in Israel unter der Leitung von Helmuth Rilling.[3]
- August 1993: 3. Internationales Symposium für Chormusik in Vancouver, Kanada.[3]
- 1994: Gemeinsam mit dem Chamber Orchestra of Europe unter der Leitung von Roger Norrington bei einem Konzert zum 1200. Jahrestag der Stadt Frankfurt am auf Main.[3]  * August 1999: Auftritt bei einer Feier zu Ehren des deutschen Schriftstellers Siegfried Lenz bei der Verleihung des Goethepreises der Stadt Frankfurt am Main.[3]
- September 1999: In Zusammenarbeit mit dem Ensemble Modern (4. Symphonie von Charles Ives).[3]
- Mai 2000: In Zusammenarbeit mit dem Ensemble Modern (Die Dreigroschenoper von Bertolt Brecht und Kurt Weill) auf der MusikTriennale Köln.[3]
- Im Jahr 2001 trat der Chor als Botschafter des Frankfurter Musiklebens in Armenien bei den Veranstaltungen zu den Feierlichkeiten für „1700 Jahre armenisches Christentum“ auf.[8]
- 2009 gab die Frankfurter Kantorei ein Gastkonzert zum 100-jährigen Bestehen der Stadt Tel Aviv.[8]
- 2. Oktober 2016: In memoriam Max Reger anlässlich des 100. Todestages des Komponisten im Sendesaal des Hessischen Rundfunks, Frankfurt am Main.[9]

## Auszeichnungen
- Zweifacher Gewinner des internationalen Wettbewerbs der Europäischen Rundfunkunion „Let the Peoples Sing“.[3]
- Preise bei Chorwettbewerben in Polen, Estland und Italien.[3]
- Mai 2000: Auszeichnung für den Cäcilienchor, die Frankfurter Singakademie und die Frankfurter Kantorei mit dem Binding-Kulturpreis.[10]
- 2016: Verband Deutscher Konzertchöre – „Bestes Konzertprogramm 2016“, als einer von drei Chören.[11]